# Citharinus latus
Citharinus latus, auf Englisch Moonfish, ist eine in Afrika beheimatete Fischart, die zur Familie der Geradsalmler (Citharinidae) gehört. Der Name Citharinus ist an die Körperform des Fisches angelehnt und erinnert an eine Kithara.

## Beschreibung
Die Fische sind hochrückig und seitlich stark komprimiert und erinnern in ihrem Habitus an Weißfische. Die Körperfarbe ist silbrig weiß, die Fettflosse dunkel gefärbt, die Analflosse häufig rötlich. Ihr Körper ist mit kleinen und sehr zahlreichen cycloiden Schuppen bedeckt. Im Maul befinden sich kleine stäbchenförmige Zähne, welche auf den Lippen angeordnet sind. Die Flossenformel lautet: Dorsale 20–23, Anale 23–26.
Die Fische können bis 84 Zentimeter lang und 2,5 Kilogramm schwer werden.

## Vorkommen und Lebensraum
Citharinus latus ist weit verbreitet und kommt von Westafrika bis Äthiopien vor. Die Art findet sich in Senegal, in der Region Casamance, im Niger, Volta und im Tschadbecken vor. Darüber hinaus in Küstenflüssen in Guinea-Bissau, Togo und Benin. Außerdem im Nil,  in seinen Nebenflüssen Ghazal und Jebel, im Nassersee (Lake Nubia) und im Albertsee (Lac Mobutu-Sese-Seko).

## Lebensweise
Citharinus latus ist ein Schwarmfisch und kommt im Freiwasser vor. Zur Nahrungssuche finden sich die allesfressenden Fische in mit Unterwasserpflanzen bewachsenen Gewässerbereichen stehender oder fließender Gewässer. Bei entsprechendem Nahrungsangebot zeigt C. latus ein schnelles Wachstum. Die Spezies ernährt sich von Phytoplankton, Aufwuchs, Detritus und benthischen Kleintieren. Im sudanesischen Sudd laicht Citharinus latus bei Hochwasser auf dauerhaft überschwemmten Flächen.

## Wirtschaftliche Bedeutung
Citharinus latus ist lokal ein Speisefisch. Die Fische können bei 22–26 °C Wassertemperatur in Aquarien gehalten werden.

## Gefährdungssituation
Derzeit gilt die Art als nicht bedroht. Zu den Faktoren, die Bestände bedrohen können, gehören Überfischung, eingeschleppte Wasserpflanzen, Entwaldung, Sedimentablagerung und Trockenheit.